# Vincent Lindon
Vincent Lindon (Boulogne-Billancourt, 1959. július 15. –) César-díjas francia színész, rendező és forgatókönyvíró. 
A Mennyit ér egy ember? című filmdráma főszerepében nyújtott alakításáért a 2015-ös cannes-i fesztiválon elnyerte a legjobb alakítás díját, 2016-ban pedig a legjobb színésznek ítélt César-díjat. 

## Élete

### Családja és ifjú évei
Apja Laurent Lindon, az Audioline cég igazgatója volt, anyja, Alix Dufaure, a Marie Claire női magazin újságírója, aki révén Lindon Jules Dufaure francia miniszterelnök és Rémy Joseph Isidore Exelmans marsall leszármazottja. Apai nagyapja, Raymond Lindon bíró, 1929 és 1959 között Étretat polgármestere. Nagybátyja Jérôme Lindon, aki 1948-tól 2001-ig a párizsi Les Éditions de Minuit könyvkiadó igazgatója volt. Dédszülei Fernande Citroën, André Citroën nővére, valamint Alfred Lindon (1916-ig Abner Lindenbaum), a krakkói származású zsidó ékszerkészítő és modern műgyűjtő.
Szülei ötéves korában elváltak, anyja néhány évvel később hozzáment Pierre Bénichou újságíróhoz. Az esemény nagy megrázkódtatás volt Lindon számára, amitől tikkje lett, ez azonban színházi vagy filmszerepein nem látszódik.
Párizs 7. kerületében, a Victor Duruy nevét viselő gimnáziumban érettségizett. Kereskedelmi főiskolai előkészítőre kezdett járni, azonban 22 nap után bejelentette, nem érdekli ez a szakma. 1979-ben édesanyja jelmeztervezői asszisztensi munkát szerzett neki Alain Resnais Amerikai nagybácsim (1980) című romantikus drámájának forgatásán, ahol elsősorban Gérard Depardieu mellett kellett dolgoznia.
Ezt követően hat hónapra New Yorkba ment, hogy rádiós promóciós asszisztensként dolgozzon nagybátyja, Eric Dufaure mellett, aki akkor alapította a Cachalot Records zenei kiadót (Ian North, Die Hausfrauen, Medium Medium, Malaria, Stars of the Streets, Comateens , Made in France, Personal Effects). Párizsba visszatérve nevelőapja, Pierre Bénichou talált neki egy másik apró munkát: a színész-komikus Coluche mikrofonjaiért volt felelős, annak 1981. évi turnéin. Egy ideig a Le Matin de Paris napilap kifutófiújaként is dolgozott, mielőtt beiratkozott volna François Florent párizsi színiiskolájába.

### Színészi pályafutása
Vincent Lindon 1983-ban debütált Paul Boujenah Le Faucon című filmjében, majd kisebb szerepeket játszott; így foglalkoztatta többek között Bertrand Blier (A mi történetünk), Jean-Jacques Beineix (Betty Blue) és José Pinheiro (A zsaru szava). 1988-ban Claude Pinoteau rábízta (A párizsi diáklány) férfi főszerepét. A következő évben teljesítményét Jean Gabin-díjjal ismerték el. A nagyközönség számára igazán ismertté Victor Barelle szerepe tette Coline Serreau 1992-ben bemutatott Hétköznapi csetepaté című vígjátékában.
2005-ben Emmanuel Carrère A bajusz című filmjével a Cabourg-i Filmfesztiválon elnyerte a legjobb férfi főszereplőnek járó Arany Swann díjat. 2013-ban felkérték a 39. Deauville-i Amerikai Filmfesztivál zsűrielnökének.
2015-ben Stéphane Brizé Mennyit ér egy ember? című filmdrámájában egy munkanélküli férfit alakított, amivel a 68. cannes-i fesztiválon elnyerte a legjobb férfi alakítás díját, 2016-ban pedig – öt sikertelen jelölés után – a legjobb színésznek ítélt César-díjat. 2021-ben ismét Stéphane Brizével forgatott egy hasonló zsánerű filmet Un autre monde címmel. Az alkotás 2022 márciusában került mozikba.
2022-ben felkérték a jubileumi 75. Cannes-i Fesztivál, és egyben a versenyfilm-zsűri elnökének.

### Magánélete
Vincent Lindon az 1980-as években közel tíz éven át élt együtt Claude Chirac-kal, Jacques Chirac kisebbik lányával. 1992-ben ismerkedett meg Karolina monacói hercegnővel; a nagy médianyilvánosságot kapott kapcsolatuk 1995-ben ért véget.
1998-ban feleségül vette Sandrine Kiberlain színésznőt, akit az Irrésolu 1993-as forgatása óta ismert és akivel 1997-ben a Hetedik mennyország-ban ismét együtt játszott. Házasságukból 2000. április 13-án született Suzanne, aki ugyancsak színész-rendezői pályára lépett (Seize printemps). A pár 2003-ban elvált. Lindonnak egy előző kapcsolatából van egy fia is, az 1996 decemberében született, 2021-ben színészként debütált Marcel Gitard.

## Válogatott filmográfia

### Színészként
| Év   | Magyar cím                       | Eredeti cím                      | Szerep                                | Magyar hang            | Megjegyzés    |
| ---- | -------------------------------- | -------------------------------- | ------------------------------------- | ---------------------- | ------------- |
| 1982 | Guy de Maupassant                | Guy de Maupassant                | Férfi a strandon                      |                        |               |
| 1983 |                                  | Le faucon                        | A felügyelő                           |                        |               |
| 1984 | Fiatal lány szigete              | L'île de la jeune fille bleue    | Frédéric                              | Fazekas István         | tévéfilm      |
| 1984 | Végjáték                         | L'addition                       | Magnum                                |                        |               |
| 1984 | A mi történetünk                 | Notre histoire                   | Brechet                               |                        |               |
| 1985 | A zsaru szava                    | Parole de flic                   | Dax                                   |                        |               |
| 1986 | Betty Blue                       | 37°2 le matin                    | Richard, a fiatal rendőr              |                        |               |
| 1986 |                                  | Suivez mon regard                | Az 1. sz. erőszaktevő                 |                        |               |
| 1986 |                                  | Prunelle Blues                   | Fernand                               |                        |               |
| 1986 | Diplomás örömlány                | Half Moon Street                 | Sonny                                 |                        |               |
| 1986 | Yiddish Connection               | Yiddish Connection               | Zvi                                   |                        |               |
| 1987 | Utolsó nyár Tangerben            | Dernier été à Tanger             | Roland Barrès                         | Kerekes József         |               |
| 1987 | Egy szerelmes férfi              | Un homme amoureux                | Bruno Schlosser                       |                        |               |
| 1988 | Néhány nap velem                 | Quelques jours avec moi          | Fernand                               |                        |               |
| 1988 | A párizsi diáklány               | L'étudiante                      | Ned                                   | Rátóti Zoltán (1. sz.) |               |
| 1988 | A párizsi diáklány               | L'étudiante                      | Ned                                   | Háda János (2. sz.)    |               |
| 1990 | La Baule-ban történt             | La Baule-les-Pins                | Jean-Claude                           |                        |               |
| 1990 | Vannak napok... és vannak holdak | Il y a des jours... et des lunes | Sylvain, a fogadós                    | Józsa Imre             |               |
| 1990 |                                  | Gaspard et Robinson              | Robinson                              |                        |               |
| 1991 | Nyecsajev visszatér              | Netchaïev est de retour          | Daniel Laurencon / Nyecsajev          | Jakab Csaba            |               |
| 1991 |                                  | La cabine                        |                                       |                        | kisjátékfilm  |
| 1992 | Szép história                    | La Belle Histoire                | Simon Choulel                         |                        |               |
| 1992 | Hétköznapi csetepaté             | La crise                         | Victor Barelle                        |                        |               |
| 1993 |                                  | Tout ça... pour ça !             | Lino                                  |                        |               |
| 1994 |                                  | L'irrésolu                       | François                              |                        |               |
| 1995 | A gyűlölet                       | La haine                         | A részeg férfi                        | Rosta Sándor           |               |
| 1996 |                                  | Vite strozzate                   | Francesco                             |                        |               |
| 1996 | Tébolyult szenvedély             | Les victimes                     | Pierre Duval                          | Kaszás Attila          |               |
| 1996 | Gyönyörű zöld                    | La Belle Verte                   | Max                                   |                        |               |
| 1997 | Fred                             | Fred                             | Fred                                  |                        |               |
| 1997 | Hetedik mennyország              | Le Septième Ciel                 | Nico                                  |                        |               |
| 1998 | Paparazzi                        | Paparazzi                        | Michel Verdier                        | Széles László          |               |
| 1998 | A szenvedély iskolája            | L'école de la chair              | Chris                                 |                        |               |
| 1999 | Az anyósom                       | Belle maman                      | Antoine                               | Szakácsi Sándor        |               |
| 1999 | Az én szép kis vállalkozásom     | Ma petite entreprise             | Ivan Lansi                            |                        |               |
| 1999 | Botrány nélkül                   | Pas de scandale                  | Louis Jeancourt                       |                        |               |
| 2001 | Szabad szerda                    | Mercredi, folle journée!         | Martin Socoa                          | Szakácsi Sándor        |               |
| 2001 | Káosz                            | Chaos                            | Paul                                  |                        |               |
| 2002 | A bátrak szövetsége              | Le frère du guerrier             | Thomas                                | Széles László          |               |
| 2002 | Péntek este                      | Vendredi soir                    | Jean                                  | Kautzky Armand         |               |
| 2003 | Egykék                           | Filles uniques                   | Bruno                                 |                        |               |
| 2003 | Az élet ára                      | Le coût de la vie                | Coway                                 |                        |               |
| 2003 |                                  | Les clefs de bagnole             | Színész, ki akar forgatni Laurent-nal |                        |               |
| 2004 | Fő a bizalom                     | La confiance règne               | Christophe Gérard                     |                        |               |
| 2005 | A bajusz                         | La moustache                     | Marc Thiriez                          | Kőszegi Ákos           |               |
| 2005 |                                  | L'avion                          | Pierre                                |                        |               |
| 2006 |                                  | Selon Charlie                    | Serge                                 |                        |               |
| 2007 | Szerintem ez szerelem            | Je crois que je l'aime           | Lucas                                 |                        |               |
| 2007 |                                  | Ceux qui restent                 | Bertrand Liévain                      |                        |               |
| 2008 | Barátaim, szerelmeim             | Mes amis, mes amours             | Mathias                               |                        |               |
| 2008 | Sárkányvadászok                  | Chasseurs de dragons             | Lian-Chu                              |                        | fr. szinkron  |
| 2008 | Bűntelenül                       | Pour elle                        | Julien Auclert                        |                        |               |
| 2009 | Isten hozott!                    | Welcome                          | Simon Calmat                          |                        |               |
| 2009 | Mese a szerelemről               | Mademoiselle Chambon             | Jean                                  | Csankó Zoltán          |               |
| 2011 |                                  | Un coeur qui bat                 | a narrátor                            |                        | tévéfilm      |
| 2011 |                                  | La permission de minuit          | David                                 |                        |               |
| 2011 |                                  | Pater                            | Vincent Lindon                        |                        |               |
| 2011 |                                  | Toutes nos envies                | Stéphane                              |                        |               |
| 2011 |                                  | Complices                        | Vincent Lindon                        |                        | videó kisfilm |
| 2012 | Augustine                        | Augustine                        | Jean-Martin Charcot professzor        |                        |               |
| 2012 |                                  | Quelques heures de printemps     | Alain Évrard                          |                        |               |
| 2013 |                                  | Les salauds                      | Marco Silvestri                       |                        |               |
| 2014 | Mea Culpa                        | Mea Culpa                        | Simon                                 |                        |               |
| 2015 | Egy szobalány naplója            | Journal d'une femme de chambre   | Joseph                                | Kamarás Iván           |               |
| 2015 | Mennyit ér egy ember?            | La loi du marché                 | Thierry Taugourdeau                   | Jakab Csaba            |               |
| 2015 | A kis herceg                     | The Little Prince                | Az üzletember                         |                        | fr. szinkron  |
| 2015 | A fehér lovagok                  | Les chevaliers blancs            | Jacques Arnault                       |                        |               |
| 2017 | Rodin – Az alkotó                | Rodin                            | Auguste Rodin                         | Rátóti Zoltán          |               |
| 2018 | Kutyák szigete                   | Isle of Dogs                     | Főnök                                 |                        | fr. szinkron  |
| 2018 | A jelenés                        | L'apparition                     | Jacques Mayano                        |                        |               |
| 2018 | Sztrájk a gyárban                | En guerre                        | Laurent Amédéo                        |                        |               |
| 2019 | Casanova – Az utolsó szerelem    | Dernier Amour                    | Giacomo Casanova                      | Gáspár Sándor          |               |
| 2020 |                                  | Mon Cousin                       | Pierre Pastié                         |                        |               |
| 2021 | Titán                            | Titane                           | Vincent                               | Epres Attila           |               |
| 2021 |                                  | Un autre monde                   | Philippe Lemesle                      |                        |               |
| 2021 |                                  | Enquête sur un scandale d'État   | Jacques Billard                       |                        |               |
| 2022 | Szerelemmel, szenvedéllyel       | Avec amour et acharnement        | Jean                                  |                        |               |
| 2023 |                                  | Comme un fils                    | Jacques Romand                        |                        |               |
| 2024 | A második felvonás               | Le Deuxième acte                 | Guillaume                             |                        |               |

### Filmkészítőként
| Év   | Magyar cím            | Eredeti cím      | Feladatkör | Feladatkör | Feladatkör | Feladatkör | Megjegyzés               |
| Év   | Magyar cím            | Eredeti cím      | Színész    | Író        | Rendező    | Producer   | Megjegyzés               |
| ---- | --------------------- | ---------------- | ---------- | ---------- | ---------- | ---------- | ------------------------ |
| 1998 | Paparazzi             | Paparazzi        | Igen       | Igen       | Nem        | Nem        |                          |
| 2001 |                       | Pas d'histoires! | Nem        | Igen       | Igen       | Nem        | szkeccsfilm, Cyrano rész |
| 2011 |                       | Pater            | Igen       | Igen       | Nem        | Nem        |                          |
| 2011 |                       | Complices        | Igen       | Igen       | Nem        | Nem        | videó kisfilm            |
| 2015 | Mennyit ér egy ember? | La loi du marché | Igen       | Nem        | Nem        | Igen       |                          |
| 2018 | Sztrájk a gyárban     | En guerre        | Igen       | Nem        | Nem        | Igen       |                          |
| 2020 |                       | Mon Cousin       | Igen       | Igen       | Nem        | Igen       |                          |
| 2021 |                       | Un autre monde   | Igen       | Nem        | Nem        | Igen       |                          |

## Fontosabb díjak és jelölések
| Év   | Díj                                            | Kategória                      | Jelölt mű                    | Eredmény | Megj.  |
| ---- | ---------------------------------------------- | ------------------------------ | ---------------------------- | -------- | ------ |
| 1989 | Jean Gabin-díj                                 | Jean Gabin-díj                 | Jean Gabin-díj               | Elnyerte | [ 15 ] |
| 1993 | César-díj                                      | Legjobb színész                | Hétköznapi csetepaté         | Jelölve  |        |
| 2000 | César-díj                                      | Legjobb színész                | Az én szép kis vállalkozásom | Jelölve  |        |
| 2005 | Cabourg-i Filmfesztivál                        | Arany Swann (legjobb színész)  | A bajusz                     | Elnyerte |        |
| 2007 | Chlotrudis-díj                                 | Legjobb férfi alakítás         | A bajusz                     | Elnyerte |        |
| 2008 | Sarlat-i Filmfesztivál                         | Legjobb férfi alakítás         | Bűntetlenül                  | Jelölve  |        |
| 2008 | César-díj                                      | Legjobb színész                | Ceux qui restent             | Jelölve  |        |
| 2008 | Kristály Glóbusz                               | Legjobb színész                | Ceux qui restent             | Jelölve  |        |
| 2010 | César-díj                                      | Legjobb színész                | Isten hozott!                | Jelölve  |        |
| 2010 | Kristály Glóbusz                               | Legjobb színész                | Isten hozott!                | Jelölve  |        |
| 2010 | Lumières-díj                                   | Legjobb színész                | Isten hozott!                | Jelölve  |        |
| 2010 | Ezüst Szalag díj                               | Európai Ezüst Szalag           | Isten hozott!                | Elnyerte |        |
| 2013 | César-díj                                      | Legjobb színész                | Quelques heures de printemps | Jelölve  |        |
| 2013 | Kristály Glóbusz                               | Legjobb színész                | Quelques heures de printemps | Jelölve  |        |
| 2016 | César-díj                                      | Legjobb színész                | Mennyit ér egy ember?        | Elnyerte |        |
| 2016 | 2015-ös cannes-i fesztivál                     | Legjobb férfi alakítás         | Mennyit ér egy ember?        | Elnyerte | [ 26 ] |
| 2016 | Európai Filmdíj                                | Legjobb színész                | Mennyit ér egy ember?        | Jelölve  |        |
| 2016 | Lumières-díj                                   | Legjobb színész                | Mennyit ér egy ember?        | Elnyerte |        |
| 2016 | Lumières-díj                                   | Legjobb színész                | Egy szobalány naplója        | Elnyerte |        |
| 2016 | Magritte-díj                                   | Tiszteletbeli Magritte         | Tiszteletbeli Magritte       | Elnyerte |        |
| 2019 | Lumières-díj                                   | Legjobb színész                | Sztrájk a gyárban            | Jelölve  |        |
| 2021 | A DiscussingFilm kritikusainak díja            | Legjobb mellékszereplő színész | Titán                        | Elnyerte | [ 27 ] |
| 2021 | Európai Filmdíj                                | Legjobb színész                | Titán                        | Jelölve  | [ 28 ] |
| 2021 | Los Angeles-i Filmkritikusok Szövetsége        | Legjobb mellékszereplő színész | Titán                        | Elnyerte | [ 29 ] |
| 2022 | Lumières-díj                                   | Legjobb színész                | Titán                        | Jelölve  |        |
| 2022 | Filmkritikusok Nemzeti Szövetsége (NSFC, (USA) | Legjobb mellékszereplő színész | Titán                        | Jelölve  | [ 30 ] |
| 2022 | Filmkritikusok Társasága                       | Legjobb mellékszereplő színész | Titán                        | Jelölve  | [ 31 ] |

## Fordítás
- Ez a szócikk részben vagy egészben  a   Vincent Lindon című francia Wikipédia-szócikk ezen változatának fordításán alapul.  Az eredeti cikk szerkesztőit annak laptörténete sorolja fel. Ez a jelzés csupán a megfogalmazás eredetét és a szerzői jogokat jelzi, nem szolgál a cikkben szereplő információk forrásmegjelöléseként.